# Песколюбочка постенная
Песколю́бочка посте́нная (лат. Psammophiliélla murális), или качи́м посте́нный, гипсофила постенная (Gypsóphila murális) — небольшое, как правило, однолетнее травянистое растение, вид рода Песколюбочка (Psammophiliella), выделенного из рода Качим (Gypsophila) семейства Гвоздичные (Caryophyllaceae).
Небольшой эксплерент, поселяющийся на обнажённых песках и пустырях.

## Ботаническое описание
Однолетнее, редко двулетнее травянистое растение (терофит по Раункиеру) с единственным разветвлённым у основания (а иногда и выше) стеблем, ветви которого длинные, приподнимающиеся до почти прямостоячих, обычно до 20, редко до 30—40 см высотой. В нижней части стебля и на нижних листьях часто заметно очень тонкое опушение. Листья супротивные, линейные, суженные к обоим концам, до 3 мм шириной, сизовато-зелёные, до 2,5 см длиной.

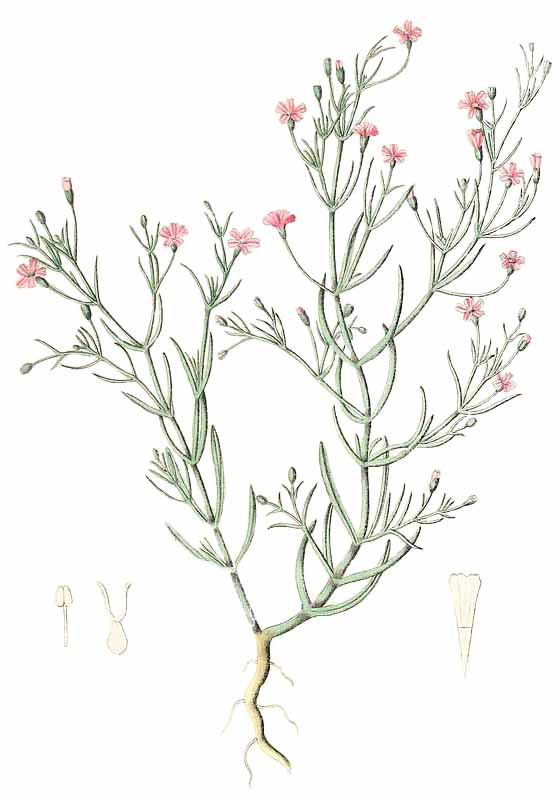

Цветки 3—6 мм в диаметре, в рыхлом дихазии, на прямостоячих цветоножках 5—20 мм длиной, с пятичленным околоцветником. Чашечка ширококолокольчатой или воронковидной формы, неглубоко разделённая, до 3 мм длиной, голая, белая, с зелёными жилками. Лепестки 4,5—6 мм длиной, розовые, с более тёмными жилками, или же белые, с бледно-зелёным ноготком, узкоклиновидной формы, край отгиба зубчато-выемчатый. Тычинки в числе 10.
Плод — узкояйцевидная коробочка 3,5—4,5×2—2,5 мм, при созревании раскрывается четырьмя створками. Семена мелкие — до 0,5 мм длиной, многочисленные, чёрные, треугольно-грушевидные в очертании, мелкобугорчатые.

## Распространение
Вид широко распространён в Евразии, в России — по всей Европейской части, в Сибири и на Дальнем Востоке. Встречается на песках, по дорогам и пустырям, как правило, длительное время не задерживаясь, будучи вытесненным другими видами.
Завезён в северо-восточную часть Северной Америки, где натурализовался.

## Значение и применение
В последние годы предпринимаются попытки введения в культуру сортов с сильно ветвистыми стеблями со множеством цветков, с махровыми и более крупными цветками, с более яркой окраской цветков.
При поедании лошадьми вызывает у них припадки. Крупный рогатый скот поедает охотно и без вреда.

## Таксономия
Иногда в самостоятельный вид или разновидность выделяется Psammophiliella stepposa (Klokov) Ikonn. — песколюбочка степная, отличающийся белыми цветками и узколинейными листьями не более 1 мм шириной.

### Синонимы
- Dichoglottis muralis (L.) Jaub. & Spach, 1842
- Gypsophila agrestis Pers., 1805
- Gypsophila arvensis Borkh., 1794
- Gypsophila muralis L., 1753basionym
- Gypsophila muralis var. serotina (Hayne) Lecoq & Lamotte, 1847
- Gypsophila muralis var. stepposa (Klokov) Schischk., 1930
- Gypsophila purpurea Gilib., 1782, nom. inval.
- Gypsophila serotina Hayne, 1802
- Gypsophila stepposa Klokov, 1923
- Psammophila muralis (L.) Fourr., 1868
- Psammophiliella stepposa (Klokov) Ikonn., 1976
- Saponaria muralis (L.) Lam., 1779
- Silene muralis (L.) E.H.L.Krause, 1901